# Vũ Tuân Sán
Vũ Tuân Sán (1915 - 2017), hiệu Tảo Trang, là nhà nghiên cứu về Hán Nôm và lịch sử.

## Tiểu sử
Ông sinh năm 1915 ở làng Đại Từ, ngoại thành Hà Nội trong một gia đình có truyền thống dạy học. Cha của ông, cụ Nghiêu Văn Vũ Duy Hoán, là giáo viên, từng làm hiệu trưởng một số trường tiểu học trong hệ thống giáo dục của Pháp như trường Bạch Mai, trường Gia Thụy...
Thuở nhỏ ông học tại trường Trung học Bảo hộ (còn gọi là trường Bưởi, nay là Trường Trung học phổ thông Chu Văn An, Hà Nội). Sau khi có bằng Thành Chung, ông vào trường Trung học Albert Sarraut, lấy bằng Tú tài toàn phần ban Triết học năm 1934. Từ năm 1934-1937, ông học trường Đại học Luật Đông Dương.
Sau Cách mạng tháng Tám (1945), Vũ Tuân Sán tham gia kháng chiến tại liên khu 3 một thời gian, sau đó quay về Hà Nội mở văn phòng luật sư rồi làm chánh án Tòa án thành phố Nam Định. Từ năm 1955, ông làm việc tại Sở Văn Hóa Hà Nội đến khi nghỉ hưu năm 1975. Sau khi nghỉ hưu, ông được mời làm việc thêm cho Viện nghiên cứu Hán Nôm cho đến năm 1980.

## Vinh danh
Vào ngày 28 tháng 19 năm 2014, ông đã được trao Giải thưởng Bùi Xuân Phái - Vì tình yêu Hà Nội 

## Qua đời
Ông qua đời ngày 8 tháng 6 năm 2017, thọ 103 tuổi.

## Tác phẩm chính
- Hà Nội Xưa và Nay (2007), Vũ Tuân Sán[4][5]
- Hà Nội nghìn xưa  (1975), Trần Quốc Vượng, Vũ Tuân Sán[1][6][7]
- Truyền thuyết ven Hồ Tây (1973, Nhà xuất bản Hội văn nghệ Hà Nội[8]), Bùi Văn Nguyên, Vũ Tuân Sán, Chu Hà[1][5][9]
- Lịch sử tên phố Hà Nội, 1964, Lê Thước, Vũ Tuân Sán, Vũ Văn Tỉnh, Trần Huy Bá, Nguyễn Văn Minh
- Thơ Đường (2 tập, 1962, đồng tác giả với Hoa Bằng, Nam Trân)